# JOGL
JOGL (Java OpenGL) è un'interfaccia Java sviluppata dalla Sun Microsystems per facilitare l'uso della libreria grafica OpenGL. In questo modo si permette l'utilizzo della libreria OpenGL sfruttando un linguaggio object-oriented.
Si tratta di una libreria molto più piccola rispetto a Java 3D e offre delle funzionalità a più basso livello rispetto a quest'ultima. Infatti mentre Java 3D permette di manipolare oggetti complessi ad alto livello, JOGL implementa le chiamate di funzione di OpenGL per disegnare complesse scene tridimensionali a partire da semplici primitive.
JOGL ha raggiunto notevoli risultati nelle applicazioni per Geo-Viewers. Infatti il progetto NASA World Wind è stato realizzato con tecnologia JOGL.